# 公共職業訓練
公共職業訓練（こうきょうしょくぎょうくんれん）とは、公共職業能力開発施設の行う普通職業訓練又は高度職業訓練のことを言う（職業能力開発促進法第二十条）。公共職業能力開発施設の設置又は運営の主体は、国、都道府県、市町村、独立行政法人高齢・障害・求職者雇用支援機構である。なお、施設や訓練科によっては、養成施設の課程を実施している場合がある。現在、公共職業訓練を、ハロートレーニングと呼ばれている。

## 公共職業訓練を行う公共職業能力開発施設の種類

### 国が設置し都道府県が運営する施設
- 障害者職業能力開発校

### 独立行政法人高齢・障害・求職者雇用支援機構が設置・運営する施設
- 職業能力開発大学校（愛称：ポリテクカレッジ）
- 職業能力開発短期大学校（愛称：ポリテクカレッジ）
- 職業能力開発促進センター（愛称：ポリテクセンター）
  - 千葉職業能力開発促進センター高度訓練センター（愛称：高度ポリテクセンター）

### 国が設置し独立行政法人高齢・障害・求職者雇用支援機構が運営する施設
- 中央障害者職業能力開発校
- 吉備高原障害者職業能力開発校

### 都道府県が設置・運営する施設
- 職業能力開発短期大学校
- 職業能力開発校（都道府県により呼称が異なる）
- 障害者職業能力開発校

### 市町村が設置・運営する施設
- 職業能力開発校
  - 横浜市中央職業訓練校
  - 川口市立高等職業訓練校（2001年以降、2009年現在において休校中）